# Qarasuqumlaq
Qarasuqumlaq är en ort i Azerbajdzjan.   Den ligger i distriktet Ağdaş Rayonu, i den centrala delen av landet, 210 km väster om huvudstaden Baku. Qarasuqumlaq ligger 24 meter över havet och antalet invånare är 652.
Terrängen runt Qarasuqumlaq är platt. Runt Qarasuqumlaq är det ganska tätbefolkat, med 90 invånare per kvadratkilometer.. Närmaste större samhälle är Ağdaş, 7,7 km öster om Qarasuqumlaq. 
Trakten runt Qarasuqumlaq består till största delen av jordbruksmark.